# Малое Сунчелеево
 Малое Сунчелеево  — деревня в Аксубаевском районе Татарстана. Входит в состав Сунчелеевского сельского поселения.

## География
Находится в южной части Татарстана на расстоянии приблизительно 21 км на юг-юго-запад по прямой от районного центра поселка Аксубаево у речки Большая Сульча.

## История
Основано в первой половине XVIII века, упоминалась также как Новопоселённая Сунчалеева.

## Население
Постоянных жителей было: в 1782 — 63 души мужского пола, в 1859—278, в 1897—421, в 1908—515, в 1920—566, в 1926—685, 1938—589, в 1949—485, в 1958—399, в 1970—448, в 1979—320, в 1989—179, в 2002 году 148 (чуваши 93 %), в 2010 году 123.